# Fannie Mae
La Federal National Mortgage Association (FNMA), nota come Fannie Mae, è un'impresa statunitense specializzata nel servizio finanziario dei mutui con supporto governativo e con lo status di società ad azionariato diffuso (public company). Dal 1968 al 2010 è stata quotata in Borsa NYSE: FNM. Nel 2023, con oltre 4,3 mila miliardi di dollari di attivi, Fannie Mae è la più grande azienda degli Stati Uniti e la quarta più grande al mondo.

## Storia
La Federal National Mortgage Association (FNMA), o Fannie Mae, nasce come conseguenza diretta del crollo immobiliare avvenuto durante la grande depressione e del new deal di Franklin Delano Roosevelt. La società era stata fondata per acquistare mutui da banche, casse di risparmio, e altri istituti di credito (lender), al fine di promuovere la concessione di crediti per la casa, ridurre il rischio dei lender e aumentare il capitale disponibile per l'edilizia abitativa.
Nel 1968 il presidente statunitense Lyndon B. Johnson avviò il processo di privatizzazione  di Fannie Mae. Nel 1970 venne creata una società concorrente, la Federal Home Loan Mortgage corporation, o Freddie Mac. Nel momento di massimo splendore Fannie Mae e la sua concorrente Freddie Mac formano due colossi del credito ipotecario (nessuno di loro produceva mutui): possedevano o garantivano il 55% del mercato statunitense, pari a 11 trilioni di dollari. A cominciare dagli anni ottanta la società divenne un canale importante anche per il settore delle security, titoli garantiti da ipoteca.

## Crisi finanziaria e nazionalizzazione
Wall Street apprezzava le commissioni che riceveva dalla conversione di tutti i debiti in titoli negoziabili, dai prestiti per l'acquisto di auto ai crediti a breve termine per le carte di credito, e i portafogli ipotecari di Fannie Mae costituivano la migliore forma di guadagno disponibile.
Nel 1999, durante l'amministrazione Clinton, Fannie iniziò a sottoscrivere ipoteche subprime (cioè a più alto rischio d'insolvenza), una mossa che venne presentata alla stampa come la soluzione per permettere a innumerevoli statunitensi di acquistare una casa, malgrado il rischio intrinseco di tale decisione.
Nel marzo 2008, tuttavia, il ministero del tesoro degli Stati Uniti iniziò ad esprimere perplessità sui conti di Fannie Mae e Freddie Mac, poiché l'accumulo dei mutui subprime garantiti e acquistati dalle banche, contratti sempre più esposti ad insolvenza da parte dei mutuatari, unito alla cessione di credit default swap sui mutui subprime, avevano reso insolventi le finanziarie stesse, che a causa del crollo dei titoli non riuscivano a reperire liquidità sul mercato.
Il 7 settembre 2008 il governo federale annunciò la nazionalizzazione  sia di Fannie Mae sia di Freddie Mac.

### 2010 – cancellazione dalla lista
Il 16 giugno 2010, Fannie Mae e Freddie Mac hanno annunciato che le loro azioni sarebbero state cancellate dal NYSE. La Federal Housing Finance Agency ha diretto la cancellazione dalla quotazione dopo che le azioni di Fannie erano state scambiate al di sotto di $ 1 per azione per oltre 30 giorni. Da allora le azioni hanno continuato a essere negoziate sulla bacheca over-the-counter.